# Epilohmannia schusteri
Epilohmannia schusteri är en kvalsterart som beskrevs av Calugar och Vasiliu 1976. Epilohmannia schusteri ingår i släktet Epilohmannia och familjen Epilohmanniidae. Inga underarter finns listade i Catalogue of Life.